# Franz von Fürth

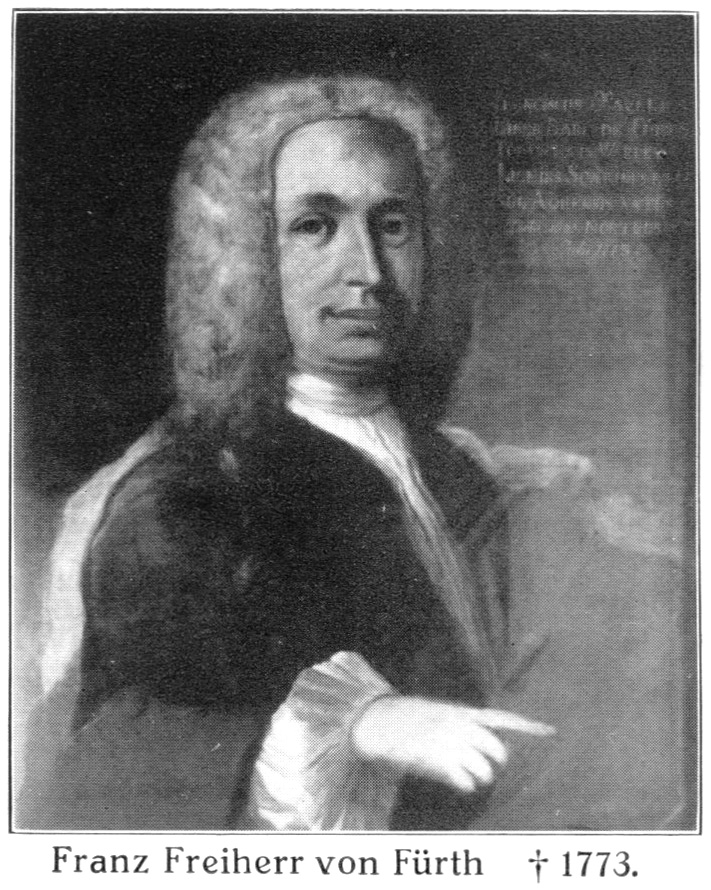
Franz von Fürth

Franz von Fürth (getauft 1. April 1695 in Aachen; † 2. Juli 1773 ebenda) war Schöffe und Bürgermeister der Reichsstadt Aachen.

## Leben
Franz von Fürth wurde am 1. April 1695 in Aachen getauft. Sein Vater war der Schöffe und mehrmalige Bürgermeister Johann Wilhelm von Fürth (1648–1698), seine Mutter dessen dritte Frau Maria Katharina von Momm († 1715).
1716 wurde Franz von Fürth gemeinsam mit Leonhard Joseph von Lamberts zu Cortenbach zum Schöffen gewählt, am 9. September dieses Jahres wurden sie vereidigt. In demselben Jahr traten sie der Sternzunft bei, der Standesvertretung der Aachener Schöffen. Franz von Fürth war damals noch minderjährig – volljährig wurde man mit 25 – und stand unter einem Vormund. Als dieser 1717 starb, hatte Franz von Fürth seine Fähigkeiten schon so weit unter Beweis gestellt, dass er frühzeitig für volljährig erklärt wurde. Insgesamt war er 19-mal Mitglied des großen Rates und 10-mal des kleinen Rates. Von 1748 bis 1755 war er im zweijährigen Wechsel mit Alexander Theodor von Oliva viermal Schöffenbürgermeister. Die Angabe, dass er 1748 beim Abschluss des Friedens von Aachen zugegen gewesen sein soll, lässt sich nicht durch Quellen belegen.

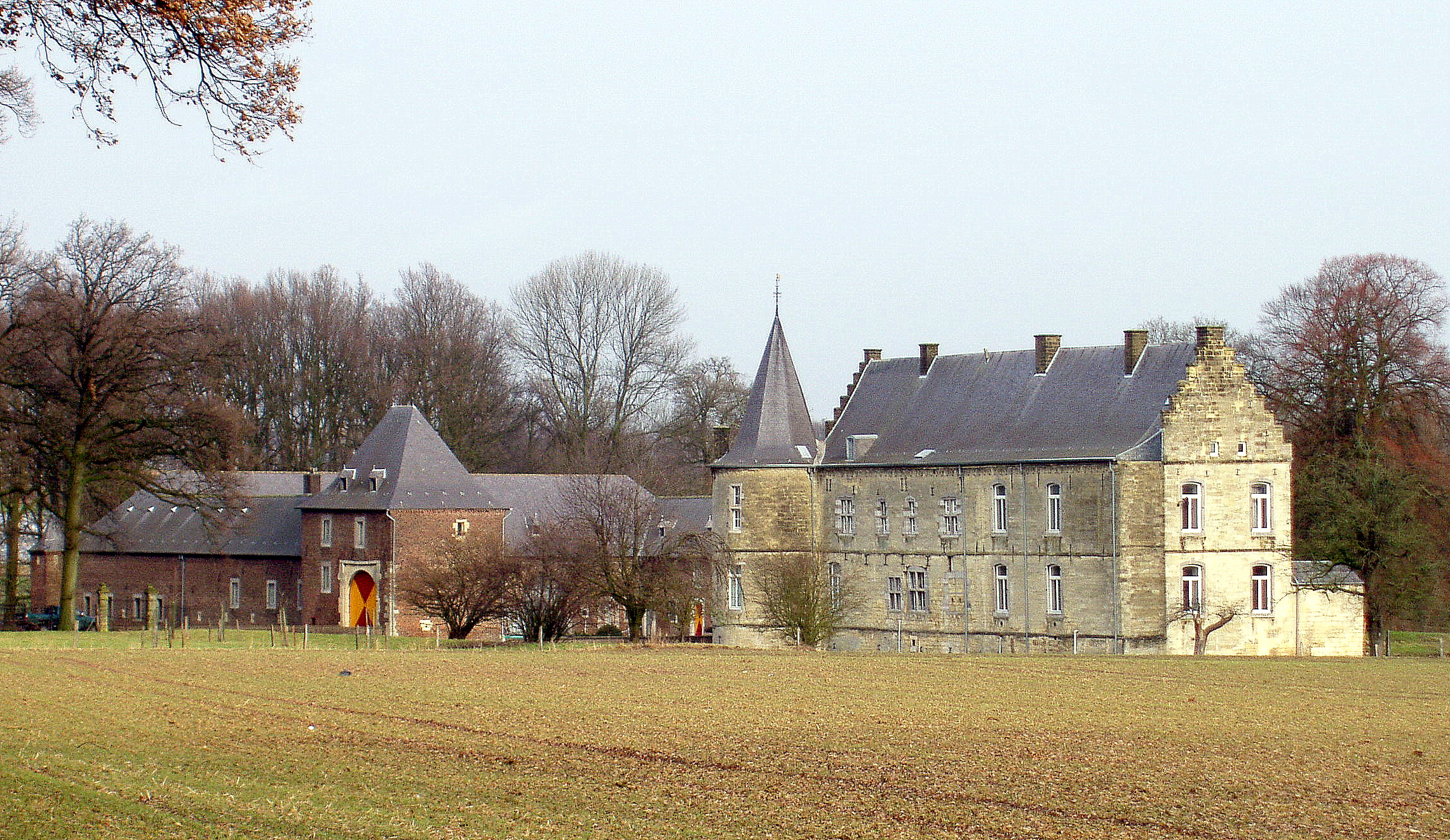
Kasteel Rivieren, Familiensitz bis 1910

Am 1. Juli 1717 heiratete Franz von Fürth in St. Foillan die Anna Maria Konstantia Schrick († 1759), eine Tochter des Schöffen und ehemaligen Bürgermeisters Johann Albrecht Schrick (1646–1702). Aus dieser Ehe gingen neun Kinder hervor. Durch seine erste Frau kam er in Besitz des von seinem Schwiegervater erworbenen Kasteel Rivieren in Klimmen in der Gemeinde Voerendaal bei Heerlen, das bis 1910 in der Familie verblieb. 1765 heiratete Franz von Fürth die Franziska Anna Elisabeth von Proff. Diese Ehe blieb kinderlos. Zu seinen bekannten Nachkommen zählen sein Enkel Joseph von Fürth sowie die Urenkel Hermann Ariovist von Fürth und August von Fürth.
1767 verzichtete Franz von Fürth auf sein Stimmrecht, um die Wahl seines jüngsten Sohnes Karl, der damals ebenfalls noch minderjährig war, zum Schöffen zu ermöglichen. 
Am 17. März 1773 wurden Franz von Fürth und seine Erben von Kaiser Joseph II. mit der Benennung Freiherr von Brewer, genannt von Fürth in den Reichsfreiherrenstand erhoben. Franz von Fürth starb am 2. Juli 1773 in Aachen und wurde am 5. Juli beerdigt.